# Caropsis verticillatoinundata
Caropsis verticillatoinundata là một loài thực vật có hoa trong họ Hoa tán. Loài này được (Thore) Rauschert mô tả khoa học đầu tiên năm 1982.